# ドイツ語共同体
ドイツ語共同体（ドイツごきょうどうたい、ドイツ語: Deutschsprachige Gemeinschaft、フランス語: Communauté germanophone、オランダ語: Duitstalige Gemeenschap）は、連邦国家であるベルギーを構成する主体である共同体のひとつ。
ワロン地域にあるリエージュ州（リュティッヒ州）の東側854平方キロメートルに位置し、オスト＝カントネ地方（オイペン＝マルメディ地方）の11の基礎自治体のうち9つを占める。伝統的に西中部ドイツ語に属するリプアーリ語とモーゼル・フランコニア系の言葉の話者が多く、一帯の人口は73,000人以上、ベルギー全体のおよそ 0.73% を占める。オランダ、ドイツ、ルクセンブルクと国境を接し、また共同体独自の議会と政府をオイペンに置いている。リュクサンブール州の多くの住民は西中部ドイツ語であるルクセンブルク語を話しているにもかかわらず、これらの住民はドイツ語共同体に含まれない。ドイツ語共同体は1920年にドイツから割譲されたドイツ語話者の住む地域で構成されている。また今日のベルギーでは同国領内においてドイツ語話者の地域がほかにもある（リエージュ州北東部のプロンビエール（ブライベルク）、ウェルカンラト、バランやリュクサンブール州南東部のアルロンおよびその周辺）が、これらは法令上ではドイツ語共同体を構成するものとはされていない。これらの地域においてはフランス語の拡大のためにドイツ語が薄れるという状況にある。
非公式には2017年3月から東ベルギー（ひがしベルギー、ドイツ語: Ostbelgien、フランス語: Belgique de l'Est、オランダ語: Oost-België）とも呼ばれるが、マルメディ小郡（仏: canton de Malmedy、または単にMalmédy）も含めた「カントン・ドゥ・レスト」（仏: cantons de l’Est）あるいは「オストカントネ」（独: Ostkantone）、「東小郡」にもこの訳語が用いられるため、注意を要する。

## 歴史
オスト＝カントネ地方はドイツ語共同体と、フランス語共同体に属するマルメディおよびウェーメ（ヴァイスメス）で構成される。オスト＝カントネ地方は1920年までプロイセン州ライン県のオイペン郡およびマルメディ郡であったが、第一次世界大戦でドイツが敗れたことを受けてヴェルサイユ条約によりベルギーがオスト＝カントネ地方を併合した。そのためこれらの地域は cantons rédimés （賠償地方）とも呼ばれる。ヴェルサイユ講和条約は現地住民に対して自らの政治的地位を問うように求めていた。この手続きは無記名による投票で実施されなかった。それどころかベルギーに帰属することを望まず、ドイツにとどまりたい住民は氏名と住所を記載しなければならなかった。実際にヘルマン・バルティア率いるベルギーの軍事統治機関はこの住民投票の公平な実施を阻み、また多くの住民が身柄拘束やドイツ帰属を表明した場合の排斥の危険にさらされていた。
1920年代半ばにドイツとベルギーとの間で秘密協議がなされ、ベルギーの財政建て直しの手段としてこの地域のドイツへの売り戻しが検討された。このとき2億金マルクが提示された。ところがこの動きに対して戦後秩序の崩壊を恐れたフランス政府がベルギー政府に介入し、ベルギーのドイツ人に関する協議は破談となった。
しかし併合からわずか20年のちの1940年、オスト＝カントネ地方は第二次世界大戦においてふたたびドイツ領となった。自らがドイツ人とされるようになりオスト＝カントネ地方の住民の多数はドイツによる支配を歓迎した。1945年にドイツが敗戦したことを受けてオスト＝カントネ地方はふたたびベルギー領となり、ナチス・ドイツに協力したとしてベルギーおよびワロンの当局によって現地住民の非ドイツ化がなされようとした。
1960年代初頭、ベルギーはオランダ語(フラマン語)の北部のフランデレン地域、フランス語の南部のワロン地域、二重言語地域としての首都ブリュッセル、そしてオスト＝カントネ地方のドイツ語話者地域という、言語別の4つの地域区分を導入した。
1973年には3つの共同体と3つの地域が設置され、それぞれに自治権を与えた。このときドイツ語共同体には立法機関としてドイツ語共同体議会が設置された。現在、ドイツ語共同体は、とくに言語と文化については一定の自治権を有しているが、地域としてはフランス語話者の地域であるワロン地域にとどまっている。近年はドイツ語共同体も単一の地域の地位を得るべきだ、ワロン地域からとりわけ社会政策、遺跡・建造物保護、環境保護政策、交通、基礎自治体の財政に関する権能を移管すべきだという主張がなされている。ドイツ語共同体元首相のカール＝ハインツ・ランベルツ (Karl-Heinz Lambertz) はドイツ語共同体の地域としての完全な自治権を得ようと主張しているひとりである。とくに空間計画、都市建設、住宅に関する地域の自治権の獲得を目指している。

## 政府
ドイツ語共同体は独自の政府を有しており、独自の議会から5年の任期で任命される。政府は首相を長とし、ドイツ語共同体庁の補佐を受ける。政府は4人の閣僚で構成される。
- オリヴァー・パーシュ (ProDG) - 首相
- イザベレ・ヴァイクマンス (PFF) - 文化・雇用・観光担当相
- アントニオス・アントニアディス (PS) - 副首相、家族・保健・社会担当相
- リディア・クリンケンベルク (ProDG) - 教育・科学技術担当相

## 基礎自治体

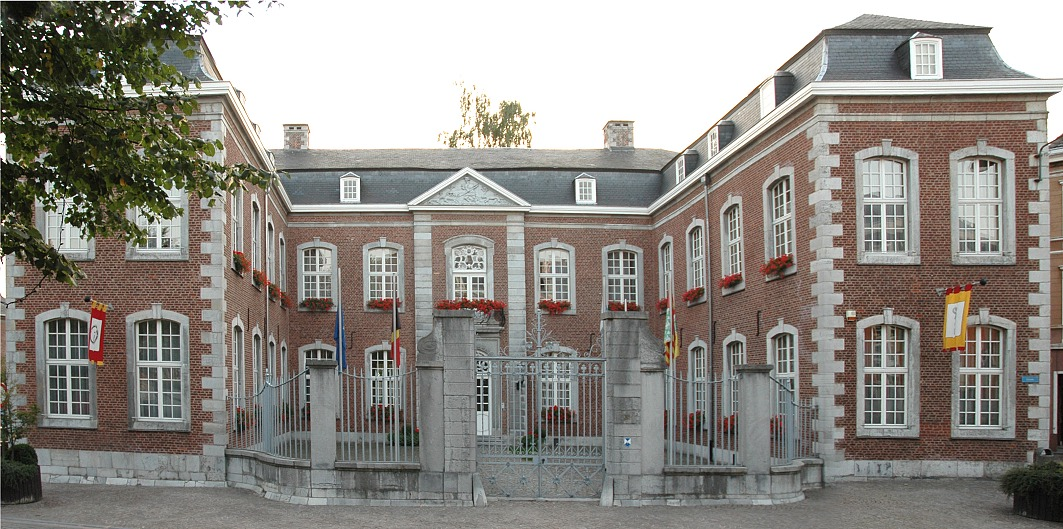
ドイツ語共同体政府の庁舎（オイペン）

ドイツ語共同体は以下の基礎自治体で構成される。
- アメル
- ビューリンゲン
- ブルク＝ロイラント
- ビュートゲンバッハ
- オイペン
- ケルミス
- ロンツェン
- ラーレン
- ザンクト・フィート

## 旗、紋章

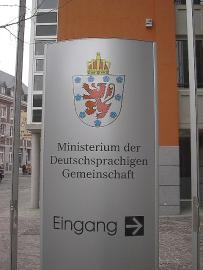
ドイツ語共同体庁の入り口。9輪のキジムシロは旗と異なるように配置され、また王冠を戴いている。

1989年、共同体の旗と紋章を制定することが求められるようになった。この結果、紋章には共同体の2つの地域がかつて属していたリンブルフ公国とルクセンブルク公国のものを組み合わせた意匠となった。
1990年10月1日に紋章、旗、色を定めた法令が採択され、同年11月15日に施行された。この11月15日はドイツ語共同体の日として、毎年この日は共同体の休日となっている。
旗には白地に赤い獅子と青い9輪のキジムシロが描かれている。ドイツ語共同体の色は白と赤を水平に配置したものである。